# Eric Roberts
Eric Anthony Roberts (Biloxi, 18 april 1956) is een voor een Academy Award genomineerde Amerikaanse acteur. Hij verdiende die nominatie met zijn hoofdrol in Runaway Train (1985).
In 2002 won Roberts een gouden Golden Satellite Award voor zijn rol in de televisieserie Less Than Perfect. Hij debuteerde als acteur in 1977, in de televisieserie Another World. Hij verscheen een jaar later voor het eerst in een film, in King of the Gypsies.
Roberts is de oudste broer van Julia Roberts. Sinds 1992 is hij getrouwd met de actrice Eliza Roberts. Hij is de vader van Emma Roberts, die hij in 1991 kreeg met Kelly Cunningham.

## Filmografie (selectie)
- Brooklyn Nine-Nine (2016)
- The Condemned 2 (2015)
- The Human Centipede III (Final Sequence) (2015)
- Cowboys vs Dinosaurs (2015)
- Snow White: A Deadly Summer (2012)
- The Expendables (2010)
- Ligeia (2009)
- Westbrick Murders (2009)
- The Whole Truth (2009)
- Shannon's Rainbow (2009)
- Royal Kill (2009)
- The Steam Experiment (2009)
- Dark Honeymoon (2008)
- The Dark Knight (2008)
- Westbrick Murders (2007)
- Nancy Drew (2007)
- Heroes (2007-2010)
- DOA: Dead or Alive (2006)
- A Guide to Recognizing Your Saints (2006)
- Final Approach (2006)
- Killer Weekend (2004)
- The Killers: Mr. Brightside (2004) - videoclip
- Less Than Perfect (2002-2005)
- The Flying Dutchman (2001)
- Stiletto Dance (2001)
- Mercy Streets (2000)
- The Cable Guy (1996)
- In Cold Blood (1996)
- La Cucaracha (1998)
- It's My Party (1996)
- Heaven's Prisoners (1996)
- Public Enemies (1996)
- The Nature of the Beast (1995)
- Sensation (1995)
- The Specialist (1994)
- Freefall (1994)
- Voyage (1993)
- Best of the Best 2 (1993)
- Final Analysis (1992)
- By the Sword (1991)
- The Ambulance (1990)
- Best of the Best (1989)
- Rude Awakening (1989)
- Blood Red (1989)
- The Coca-Cola Kid (1985)
- Runaway Train (1985)
- Star 80 (1983)
- Raggedy Man (1981)
- King of the Gypsies (1978)